# W&W (DJ-Duo)
W&W ist ein niederländisches EDM-Duo, bestehend aus Willem van Hanegem und Ward van der Harst. Sie feierten im Bereich der Trance-Musik unter anderem mit ihrer Debüt-Single Mustang ihre ersten großen Erfolge. Nachdem sie ihre Trance-Karriere 2012 mit Gründung ihres Plattenlabels „Mainstage Music“ beendeten, gelang ihnen 2014 mit Bigfoot ihr kommerzieller Durchbruch. Insbesondere Waves und Arcade mit Dimitri Vegas & Like Mike konnten an den Erfolg anschließen. 2017 kehrten sie mit dem Projekt NWYR zu ihrem ursprünglichen Trance-Stil zurück. Willem ist der Sohn des gleichnamigen Fußballspielers Willem van Hanegem.

## Geschichte

### Bis 2011: Gründung und Anfänge im Bereich des Trance’
Beide begannen bereits im jungen Alter ein Interesse für das Genre aufzubauen. Nachdem sie als Solo-Produzenten erste Erfolge feierten, trafen sich die beiden DJs im Jahre 2007 erstmals beim Trance Energy-Festival 2007 in den Niederlanden. Nachdem sie eine Freundschaft aufbauten, begannen sie mit den Arbeiten an gemeinsamen Liedern. Mit dem Track Mustang, der noch im selben Jahr erschien, landete das Duo einen Überraschungserfolg. Aufgrund des bestehenden Vertrages von Van der Harst bei „Armada Music“, brachte dieses das Lied am 17. März 2008 mit dem der B-Seite Eruption als Single heraus. Innerhalb kürzester Zeit verbreitete sich der Track. Nachdem Sander van Doorn das Lied 2008 beim Trance Energy-Festival gespielt hatte, machte sich das Duo vollends einen Namen in der Trance-Szene. Mustang konnte daraufhin bis auf Platz 63 der niederländischen Top-100 vorrücken.
Ein Follow-Up erfolgte im Mai 2008 durch eine weitere Doppel-Single, bestehend aus den Tracks Countach und Intercity. Bis zum Ende des Jahres erschien noch eine Reihe weiterer Lieder, im Dezember 2008 drei Produktionen in Form einer Tripple-Single. Im Folgejahr kam es zu einer ersten Kollaboration. Diese erfolgte mit dem zu der Zeit ebenfalls im Trance aktiven Produzenten Ummet Ozcan, mit dem es im weiteren Karriereverlauf noch zu weiteren Zusammenarbeiten kommen sollte.
Nachdem sie im Jahr 2010 durch weitere Trance-Produktionen immer mehr Fuß in der Trance-Szene fassen konnten, kam es auch zu ersten Auftritten in Clubs und Festivals. Des Weiteren erreichten sie erstmals die Top-100 der DJ-Mag-Charts und stiegen auf Platz 71 ein. Im Februar 2011 veröffentlichten W&W die Single Impact, die die erste Single-Auskopplung ihres Debüt-Albums darstellt. Dieses erschien nach vier weiteren Vorab-Veröffentlichungen unter dem Titel Impact am 23. September 2011. Während die meisten Lieder des Studioalbums ihren Trance-Stil repräsentieren, betreten W&W mit Songs wie Nowhere To Go neue Musikbereiche.
Twist und Nowhere To Go wurden zwischen Herbst und Winter 2011 aus Impact ausgekoppelt. Twist machte den Anfang und stellt eine Zusammenarbeit mit Mark Sixma dar. Nowhere To Go erschien als Solo-Single, dessen Vocals von der US-amerikanischen Sängerin Bree beigesteuert wurden. Dabei ließen sie sich von ruhigeren Sounds und Dubstep-Elementen beeinflussen. Parallel gelang ihnen erstmals der Sprung in die obere Hälfte der DJ Mag-Liste, wo sie auf Platz 36 vorrücken.

### 2012:Mainstage Music
Im Frühjahr 2012 steuerten W&W mit dem Lied Invasion die offizielle Hymne des Festivals A State of Trance (ASOT) 2012 bei.
Ebenfalls gründeten sie Anfang 2012 ihr eigenes Plattenlabel „Mainstage Music“, welches ein Sublabel des „Armada Music“ darstellt. Neben eigenen Veröffentlichungen, erscheinen über „Mainstage Music“ auch die Singles zahlreicher anderer Künstler wie Twoloud, Sick Individuals oder Titonal. Ebenfalls erscheint jährlich eine „Best of“-Kompilation sowie ein wöchentlicher, einstündiger Podcast. Den Beginn der Label-Compilation-Veröffentlichungen bildete die Veröffentlichung des Albums Mainstage Unmixed am 19. Oktober 2012. Dieser beinhaltete unter anderem den bis dato unveröffentlichten Track White Label. Eine Single-Veröffentlichung erfolgte nicht.
Nachdem der niederländische DJ und Produzent Hardwell Mitte des Jahres 2012 auf W&Ws „Mainstage Music“ seine Single How We Do veröffentlicht hatte, brachte das Duo auf seinem Plattenlabel „Revealed Recordings“ den Song Trigger heraus, der gemeinsam mit Marcel Woods produziert wurde und am 2. Juli 2012 erschien. Im Juli 2012 folgte zusätzlich der Track Moscow wieder über ihr eigenes Label. Im September desselben Jahres veröffentlichten sie gemeinsam mit Jonas Stenberg einen Remix zu dem Track Silence von Delerium und Sarah McLachlan, mit dem sie erstmals die Spitze der Beatport-Charts erreichten.
2012 rückten sie elf Plätze in den DJ-Mag-Charts nach oben und landeten auf Platz 25.

### 2013: Vom Trance zum Big-Room

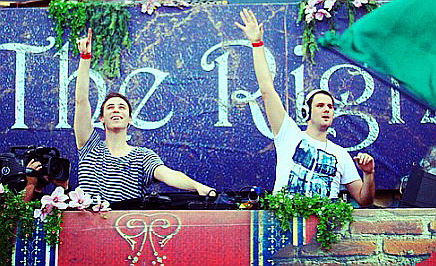
W&W beim TomorrowWorld Festival 2013

Mit der am 3. Dezember 2012 erschienenen Single Lift Off sorgte das Duo bei ihren Fans vorerst für Verwirrung, da diese nicht ihrem typischen Stil entsprach, sondern viel mehr dem derzeit sehr populären Big-Room. Kurz darauf gaben sie dann offiziell den Wechsel zum Big-Room beziehungsweise Electro-House bekannt. Lift Off konnte innerhalb kürzester Zeit bis auf Platz 12 der offiziellen niederländischen Top-40 vorrücken. Durch diesen Song wurde der ebenfalls niederländische Musiker Hardwell auf das Duo aufmerksam und nahm sie für ihre kommende Single The Code, die gemeinsam mit dem, ebenfalls gerade zum Big-Room wechselnden Ummet Ozcan entstand bei seinem Plattenlabel „Revealed Recordings“ auf. The Code wurde somit bereits vor der Veröffentlichung von Hardwell selber bei mehreren Auftritten supportet und stand kurz darauf auf Platz eins der Beatport-Charts. Sowohl für W&W, als auch für Ozcan die erste Nummer-eins in diesem Download-Portal.
Es folgte ein Crossover zwischen ihrem alten Trance- und ihrem neuen Big-Room-Stil, für welches sie sich Armin van Buuren an die Seite holten. Der Song, der den Titel D#Fat trägt bildete einen weiteren großen Club-Erfolg und erhielt insbesondere von der Fan-Gemeinde ihrer Trance-Produktionen großes Lob. Parallel arbeiteten sie zusammen mit van Buuren einen Remix seiner zu derzeit kommerziell sehr erfolgreichen Single This Is What It Feels Like, der kurz darauf als Einzel-Single veröffentlicht wurde. Einen ähnlichen Stil wie der Remix verkörpert ihr Follow-Up auf Armada Thunder, das das Duo ein weiteres Mal bis auf Platz zwei der Beatport-Charts brachte.
Am 27. Juli 2013 traten sie erstmals auf der Mainstage des Tomorrowland-Festivals in Belgien auf und konnten daraufhin bis auf Platz 14 der DJ-Mag Top-100 vorrücken.
Am 5. August 2013 erschien die lang erwartete Kollaboration mit dem niederländischen DJ Hardwell unter dem Titel Jumper. Premiert wurde der Track beim Ultra Music Festival 2013 in Miami sowohl von Hardwell, als auch von W&W, die dort erstmals auftraten. Das Lied verwendet vor dem Einsetzen des Drops das Vocal-Sample „1, 2, 3, Jump“, welches sich in der Big-Room-Szene zu einem der meistverwendeten Vocal-Samples entwickelte. Lieder wie Frontier von Vinai und Scndl, etliche Mash-Ups sowie Live-Versionen verschiedener Titel verwenden den Shout. Jumper wurde zu einem großen Erfolg und standen nach nur zwei Tagen für über eine Woche auf Platz eins der Beatport-Top-100 und konnten zudem eine Chartplatzierung in Frankreich einräumen.

### 2014: Internationaler Durchbruch mitBigfoot
Im Frühjahr 2014 erschienen erste Previews ihres Tracks Bigfoot. Das Lied wies ein weiteres Mal einen Big-Room-Drop auf, jedoch entsprach das Build-Up nicht dem ihrer vorherigen Singles. Bereits im Vorfeld erhielt das Duo sehr positive Kritik für den Song und auch der Erfolg ließ nicht lang auf sich warten. Bigfoot entwickelte sich zu ihrer bisher erfolgreichsten Single und W&W gelang es erstmals auch weit über die Grenzen ihres Heimatlandes Erfolg zu erlangen, dazu gehörten Chart-Platzierungen in Deutschland, der Schweiz und Frankreich. Am 28. April 2014 erschien Hardwells Single Everybody Is in the Place, die vom Duo Co-produziert wurde. Die Nummer verschaffte ihnen ihre erste Platzierung im Vereinigten Königreich.
Parallel zum Erfolg von Bigfoot erhielten sie die Residenz im Hakkasan-Nightclub in Las Vegas, bei dem neben dem Duo auch DJs wie Tiësto und Dzeko & Torres auflegen. Außerdem folgten Auftritte beim großen Festivals. Sie legten unter anderem beim EDC in Las Vegas, beim Ultra Music Festival in Miami und beim Tomorrowland in Belgien jeweils auf der MainStage auf. Ihre Single Rocket, die sie gemeinsam mit Blasterjaxx aufnahmen, sorgte sowohl für positive, als auch negative Kritik. Hardwell produzierte einen Mash-Up des Tracks mit seinem eigenen Lied Spaceman, den er auf dem Tomorrowland Festival 2014 als „Final-Track“ spielte. Die offizielle Hymne für das Tomorrowland stammt ebenfalls von W&W. Es ist ihr Track Waves, welcher in Zusammenarbeit mit dem belgischen DJ-Duo Dimitri Vegas & Like Mike entstand. Dieser konnte bis in die Top-10 der belgischen Single-Charts vorrücken und auch eine Platzierung in den deutschen Single-Charts verfehlten sie nur knapp. Als Dankeschön für das Vorrücken auf Platz 18 der DJ-Mag-Charts erschien gegen Ende des Jahres 2014 die zweite gemeinsame Single mit Hardwell The Dancefloor Is Yours als Free-Download.
Weitere Kollaborationen erschienen in Zusammenarbeit mit dem Hardstyle-DJ Headhunterz. Dahinter verbergen sich die Tracks Shocker, der am 8. September 2014 erschien sowie We Control the Sound, das einen Monat später erschien. Im Dezember 2014 veröffentlichte das Duo gemeinsam mit Hardwell den Song Don’t Stop the Madness als Single. Diesen spielten sie bereits seit Monaten in ihren Sets, jedoch fehlte dem Song laut Hardwell der letzte Feinschliff, der vom US-amerikanischen Rapper Fatman Scoop verliehen wurde. Das Lied konnte bis in die obere Hälfte der Download-Charts zahlreicher Länder vorrücken, Single-Chartplatzierungen blieben dennoch aus.

### Frühjahr 2015:Rave After RaveundThe One

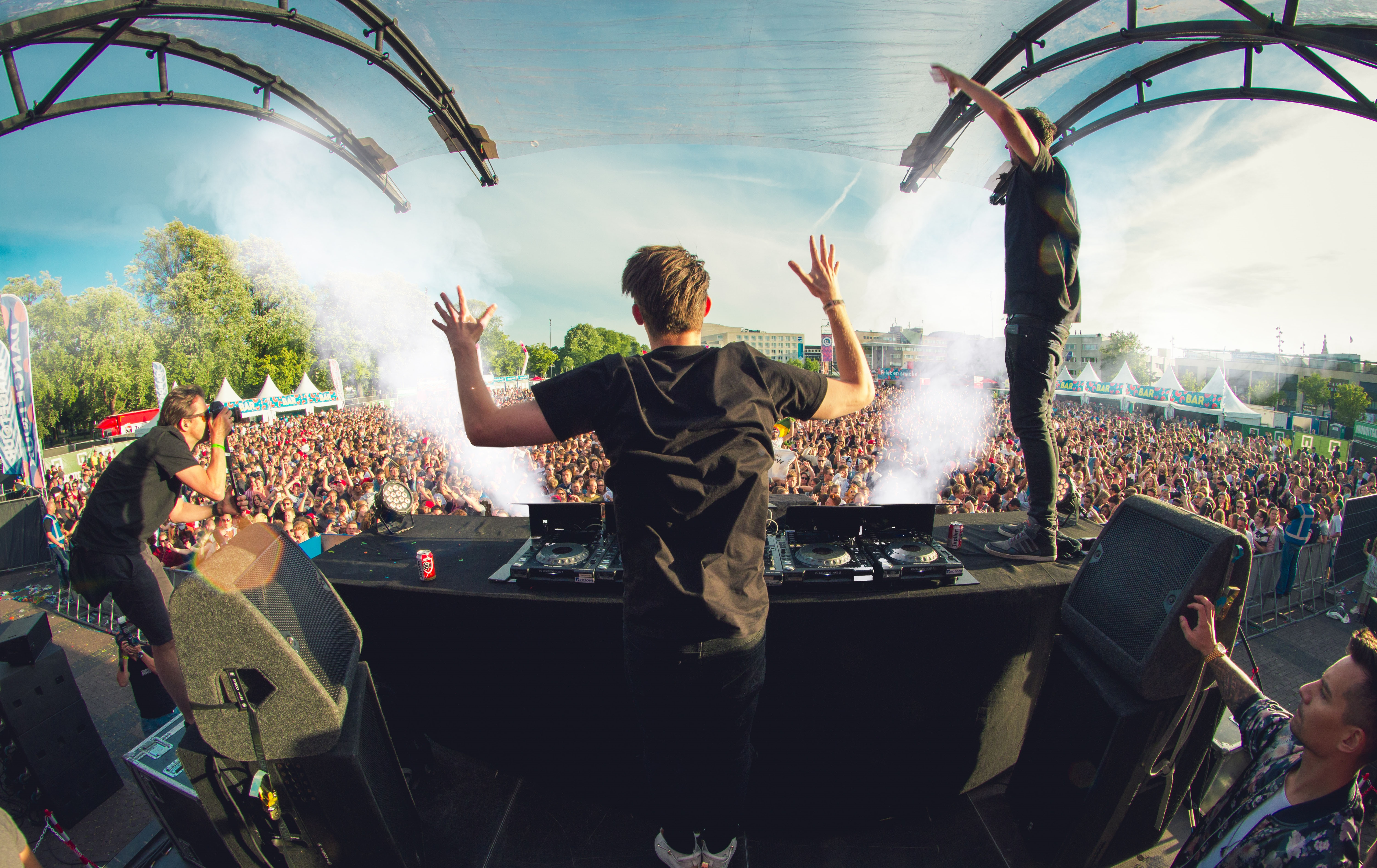
W&W live beim Breda Dance Music Festival 2017

Im Januar 2015 spielten Dimitri Vegas & Like Mike beim Kick-Off ihrer World Tour „Bringing the World Madness“ erstmals W&Ws Instrumentalstück Rave After Rave, das zu dem Zeitpunkt noch als „ID“ galt, somit weder Künstler, noch Titel bekannt waren. Ein weiteres Mal spielte es Hardwell bei einem Auftritt im Ziggo Dome und Tiësto beim Ultra Buenos Aires. Der Track regte immer mehr Gerüchte an. Aufgrund der Ähnlichkeit des Built-Ups mit dem von Thunder wurde bereits früh festgestellt, dass sich W&W dahinter verbirgt, jedoch ähnelte der Drop sehr dem des Liedes No Heroes des Produzenten KSHMR und Firebeatz, weshalb lang von einer Zusammenarbeit mit einem der Künstler ausgegangen wurde. Es handelte sich jedoch um einen Solo-Track mit dem Titel Rave After Rave, der 16. März 2015 erschien.
Bei ihrem Set beim Ultra Music Festival 2015 spielte das Duo zahlreiche neue Lieder, darunter Kollaborationen mit MOTi und Hardwell sowie einem Remix des 2000er Hits Blue (Da Ba Dee) des italienischen Trios Eiffel 65. Am 24. Dezember 2015 veröffentlichte das deutsche Produzenten-Duo Jaxx & Vega ein Remake des Remix', das sehr nah am Original war und sehr viel Aufmerksamkeit auf sich zog. Der Titel Bowser wurde als Studioversion erstmals wieder im Mai 2015 in Tiëstos „Club-Life“-Podcast sowie in Hardwells „Hardwell On Air 218“ gespielt, am 1. Juni 2015 über „Revealed Recordings“ veröffentlicht und erhielt positive Kritik.
Am 12. Juni 2015 posteten W&W einen Teaser ihrer nächsten Single auf Facebook. The One enthält ein gepitchtes Sample des Liedes How Will I Know der Sängerin Whitney Houston. Im Gegensatz zu ihren anderen Singles verwendeten sie hierbei erstmals einen weniger aggressiven Electro-House-Drop, wofür sie starkes positives Feedback erhielten. Am 29. Juni 2015 erfolgte über „Armada Music“ die Veröffentlichung des Liedes. Parallel luden sie auch das offizielle Musikvideo des Liedes hoch, welches ein Zusammenschnitt ihres Auftritts beim Ultra Music Festival zeigt.

### Herbst 2015: Big-Room mit MOTi und Trance mit Armin van Buuren
Nur wenige Tage später erschien ebenfalls auf Facebook ein einminütiger Teaser der MOTi-Kollaboration. Jedoch wurden Songtitel und Erscheinungsdatum erst um einiges später bekanntgegeben, wobei sich herausstellte, dass das Lied den Titel Spack Jarrow tragen wird und am 24. August 2015 erscheint. Der Name basiert auf der Figur Jack Sparrow der Filmreihe Fluch der Karibik. Grund dafür ist die bereits bei Rave After Rave festgestellte, melodiöse Ähnlichkeit zur offiziellen Fluch-der-Karibik-Filmmusik He’s a Pirate.
Am 31. August 2015 veröffentlichten W&W ihren offiziellen Remix zum Lied Sun Is Shining des schwedischen DJ-Duos Axwell Λ Ingrosso. Der Remix wurde im Gegensatz zum originalen Track im Big-Room-Stil produziert und rückte schnell in die offiziellen Beatport-Top-100 vor. Des Weiteren war auf ihrem Facebook-Profil ein Teaser eines Remixes zu Nico & Vinz’ Am I Wrong zu finden, das jedoch nicht veröffentlicht wurde. Anders erging es allerdings der Neuinterpretation des Hardwell- und Mr.-Probz-Tracks Birds Fly, welcher im Rahmen des Remix-Albums zu Hardwells United We Are veröffentlicht wurde. Zudem erschien ein Remix zu Adeles Erfolgstrack Hello zusammen mit Produzenten Kenneth G.
Im Oktober 2015 rückten sie bei den DJ-Mag-Votings vier Plätze nach oben auf Rang 14.
Am 21. Dezember 2015 veröffentlichten W&W über ihr Plattenlabel „Mainstage Music“ die Single If It Ain’t Dutch, die in Kollaboration mit Armin van Buuren entstand. Der Track weist eine Fusion aus Trance- und Big-Room auf und besteht aus zwei unterschiedlichen Drops. Während der erste eher auf W&Ws Stil basiert, ist der zweite eher in van Buurens gehalten und erinnert an seine Vorgänger-Single Off the Hook mit Hardwell. Bereits beim Ultra Music Festival in Miami premierten sie den Track, der aufgrund des Shouts unter dem Titel Your House Is Mine seine Wege ins Internet fand. Das Lied konnte schnell große Erfolge feiern und rückte innerhalb kürzester Zeit in die Top 20 auf Beatport vorrücken.

### 2016: Großer Erfolg mitArcadeundLive the Night

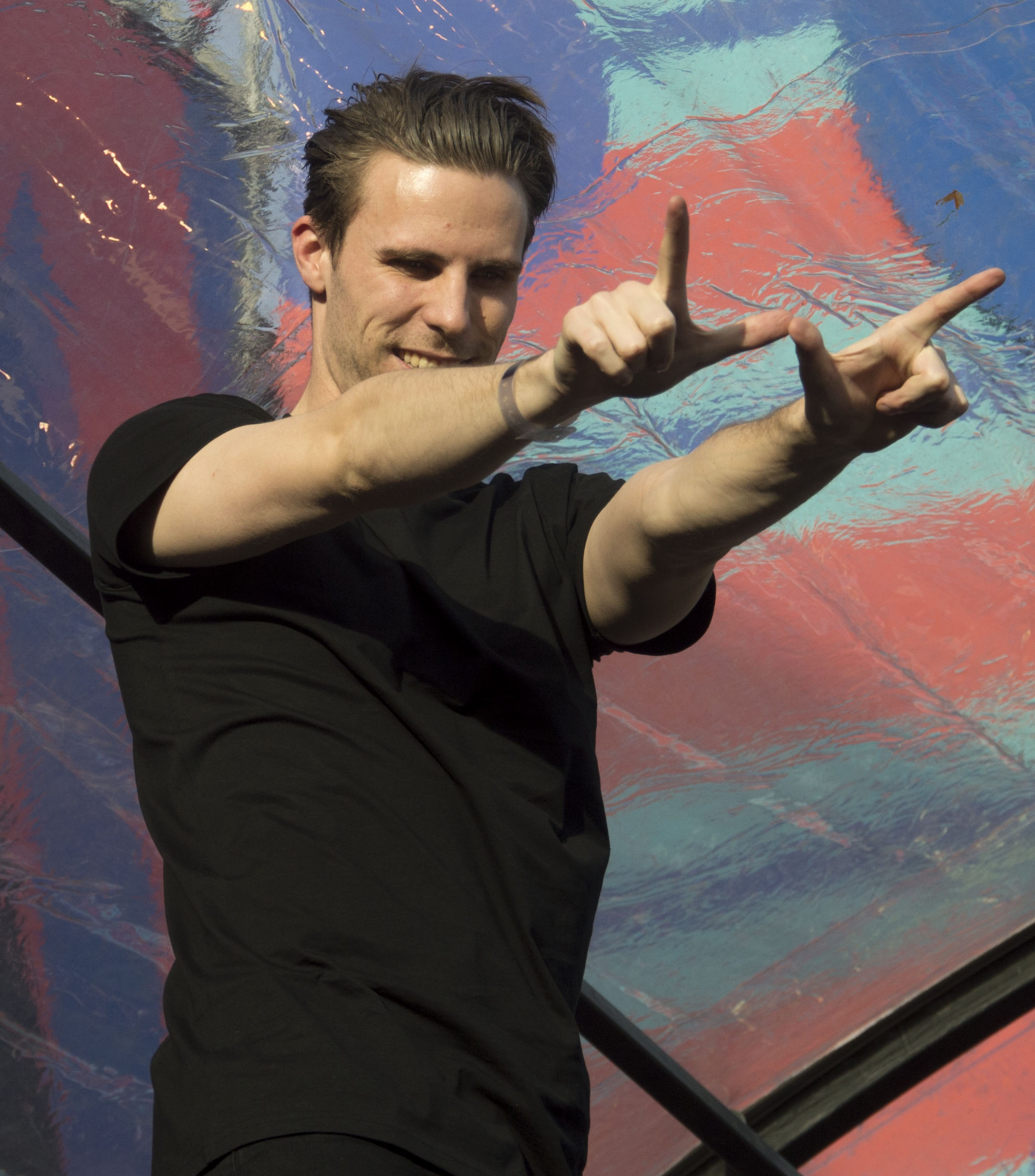
Willem van Hanegem zeigt das W&W-W, bei dem das Publikum mitzieht.

Bereits beim Tomorrowland 2015 spielten Dimitri Vegas & Like Mike einen unveröffentlichten Song, mit dem sie durch sein an Armin van Buurens Ping Pong orientiertem Intro Aufmerksamkeit erregte. Im Tomorrowland-Aftermovie war das Lied ein weiteres Mal zu hören, wo erstmals offiziell bekanntgegeben wurde, dass sich hinter der ID eine Kollaboration mit W&W verbirgt. Gegen Ende des Jahres verbreiteten sich zahlreiche Remakes unter dem Titel Fight auf YouTube und SoundCloud. Mitte Februar 2016 gaben Dimitri Vegas & Like Mike letztendlich bekannt, dass das Lied am 29. Februar 2016 mit dem Titel Arcade erscheinen würde. Parallel starteten sie auf ihrer Webseite eine PR-Aktion, bei der man auf einem Arcade-Automaten eine Auswahl klassischer Arcade-Spiele wie Mortal Kombat, Pac-Man oder Donkey Kong spielen konnte. Auch das offizielle Musikvideo, das einem Tag nach Release, am 1. März 2016 erschien, zeigt die vier Produzenten im Comic-Stil, wie sie in einen Arcade-Automaten gezogen werden und dort in verschiedenen Arcade-Spielen bestimmte Rollen einnehmen. Das Lied wurde ein großer Erfolg und stand innerhalb kürzester Zeit in den Top 10 der Beatport-Charts sowie auf Platz eins der belgischen iTunes-Charts. Am selben Tag erschien ebenfalls das Lied Run Wild von Hardwell und Sänger Jake Reese, bei der W&W als Co-Produzenten in Erscheinung traten.
Ende März 2016 spielte das Duo einen Remix des 2016er Welthits Faded von Alan Walker live, wodurch das Gerücht verbreitete, dass diese dahinter stecken würden, da diese eine große Anzahl an Remixen derzeitiger Chart-Erfolge aufweisen können. Der Track stellte sich jedoch als ein Rework des Produzenten Tungevaag & Raaban. Zudem erschien ihr Remix zu Don’t Let Me Down der Chainsmokers und Daya. Gemeinsam mit den beiden US-amerikanern premierten sie die Neuinterpretation beim Ultra Music Festival in Miami. Diese Version lässt sich allerdings nicht in den Bereich des Electro-House, sondern viel eher als ein Mix aus Happy Hardcore und Trap beschreiben. Zudem fand die Veröffentlichung des Liedes How Many statt. Nach der Premiere beim Creamfields Festival in Peru gelang eine frühere Version des Liedes ins Netz und verbreitete sich auf Grund der Ähnlichkeit zu Bad von David Guetta, Showtek und Vassy als vermeintliche Kollaboration mit ebenjenen. Tatsächlich erschien das Lied als Solo-Single mit Gesang der Singer-Songwriterin Sophia Ayana.
Am 11. Juli 2016 erschien das Lied Live the Night. Hinter diesem steckt eine Kollaboration mit Hardwell, die bereits seit 2013 von sowohl Hardwell, als auch von W&W gespielt. Der Track wurde lange von den Fans erwartet aber weder mit einer instrumentalen, noch mit einer mit Harisson aufgenommenen Version war das Trio einverstanden. Für die Release-Version wurde der US-Crunk-Rapper Lil Jon ins Studio geholt. Premiert wurde die finale Version von Hardwell und W&W gemeinsam beim Revealed Festival am Nikki Beach in Miami. Kritiker äußerten, dass das Lied zwar gut produziert sei, jedoch durch die andauernde Zurückhaltung nun mal drei Jahre zu spät komme.
Bereits im Vorjahr war auf dem Kompilationsalbum The Secret Kindom of Melodia, das im Zuge des Tomorrowland-Festivals erschien, der Track Meet Her at Tomorrowland zu finden. Dieser bildet eine Coverversion des Liedes Meet Her at the Love Parade von Da Hool aus dem Jahre 2000 und wurde zusammen mit Dimitri Vegas & Like Mike produziert. Als separater Free-Track wurde der Titel am 8. August 2016 veröffentlicht, jedoch erschien diese lediglich unter Dimitri Vegas & Like Mikes Namen.
Der als Intro ihrer Sets zwischen Frühjahr und Herbst 2016 verwendete Track Caribbean Rave verbreitete sich binnen kurzer Zeit als Kollaboration mit dem kanadischen DJ-Duo DVBBS im Internet. Nachdem diese ihre Beteiligung dementierten, wurde das Gerücht einer Collab mit dem deutschen Duo Jaxx & Vega in die Welt gesetzt. Jedoch handelte es sich dabei nur um ein Remake, das für W&W jedoch zu nah am Original war, weshalb sie forderten, dass das Remake nicht veröffentlicht wird. Offizielles Veröffentlichungsdatum war der 31. Oktober 2016. Das Lied konnte insbesondere durch den Leadsound überzeugen, der auf tropischen Sounds basiert. Auch das Video erregte Aufmerksamkeit, in dem ein gekenterter, im Piratenlook gekleideter Mann an eine karibische Insel angeschwemmt wird und nach seiner Nahrungssuche aus Hölzern ein Mischpult baut. Hinter diesem imitiert er für ausgewählte DJs typische Posen imitierte. Darunter waren das Headbanging von DVBBS, das „Hey-Hoe“ von Dimitri Vegas & Like Mike, das „Cakeface“ von Steve Aoki sowie der leere Blick von David Guetta beim Tomorrowland 2013.
W&W rückten in den DJ-Mag-Top-100 des Jahres 2016 einen weiteren Platz nach oben und erreichten so mit Nummer 13 ihre bis dato höchste Position.
Am 18. November 2016 veröffentlichten sie ihre nun mittlerweile fünfte offizielle Kollaboration mit Hardwell. Diese trägt den Titel Get Down und konnte sich bereits seit Premiere beim Ultra Music Festival starker Beliebtheit erfreuen. Anders als die Vorgänger basiert dieser Track auf Jungle-Terror-Elementen in Kombinationen mit ihrem typischen Big-Room-Stil. Der Track wurde anders als Vorgänger Live the Night über „Revealed“ und nicht über „Mainstage“ veröffentlicht und erreichte Platz 13 der Beatport-Top-100.

### 2017:Whatcha NeedundPut EM Up
Am 27. Januar 2017 erschien das Lied Whatcha Need, dass unter dem Titel What You Need bereits seit Frühjahr 2016 im Internet kursiert war. Genremäßig hebt sich der Titel ähnlich wie bereits einige andere Titel im vergangenen Jahr von ihrem Standard Big-Room-Sound ab und verkörpert Trance-Einflüsse und weist rhythmische Änderungen auf.
Am 10. April 2017 wurde das Lied Put EM Up veröffentlicht. Bereits am 31. März 2017 erschien er Titel über Kontor Records auf einer ihrer Kompilationen. Put EM Up wurde auf Grund der Charakterzüge lang als Kollaboration mit Ummet Ozcan gehandelt. Der Track basiert auf ihrem klassischen Big-Room-Stil in Kombination mit an Lean On erinnernde Dance-Hall-Elemente. Insbesondere ein von Hardwell produzierter Mash-up mit Gasolina von Daddy Yankee sorgte für Popularität.
Im Zuge einer Promotion-Aktion zur Eröffnung der DJ-Mag-Votings kündigten sie die Veröffentlichung eines bis dato ungespielten Tracks. Dieser basiert auf der Melodie des 2001er-Trance-Release’ Supa-Dupa-Fly vom deutschen DJ-Duo 666.
Am 27. Juli 2017 veröffentlichte das Duo einen offiziellen Teaser ihrer Kollaboration mit dem israelischen Psytrance-Duo Vini Vici. Im gleichen Zug gaben sie mit Chakra auch den Titel bekannt. Das Lied orientiert sich stark an dem Psychedelic-Trance-Stil des israelischen Duos. Der Psytrance-Track wurde am 18. September 2017 als Single veröffentlicht und entwickelte sich schnell zu einem Erfolg. Auf mehreren Streaming-Plattformen konnten hohe Klickzahlen erreicht werden und auch auf Beatport konnte der Song bis auf Platz zwei vorrücken.
Im Zuge des Amsterdam Dance Events trat das Duo beim SLAM! Mix Marathon im Ziggo Dome auf. Als Special Guest trat Hardwell dem Duo zur Seite. Ebenfalls wurde in dem Zuge das auf vielen Festivals gespielte Lied Crowd Control als Kollaboration mit Dimitri Vegas & Like Mike am 20. Oktober 2017 veröffentlicht. Das Lied basiert zum einen auf der Idee des 2005 veröffentlichtem Lied Orgasmo von Pavo & Zany, dessen Vocals aus den Anweisungen „move it to the left, shake it to the right“ bestehen, zum anderen auf den Grundzügen eines provisorischen Hardstyle-Remix’ zu Stampede. Dabei animiert das Duo die Festivalmenge während des Drops dazu, jeweils einem Nachbarn einen Arm über die Schulter zu legen und jeweils acht Schritte nach links und nach rechts zu machen, sodass sich die Zuhörerschaft als eine feste Einheit in eine Richtung bewegt. Im Zuge des Auftritts von Dimitri Vegas & Like Mike beim ADE kamen W&W während des Liedes auf die Bühne und spiegelten das Publikum gemeinsam mit Vegas am Bühnenrand.
Bei der zwanzigsten Ausgabe der DJ-Mag-Top-100 am 21. Oktober 2017 rutschten W&W einen Platz ab und landeten auf Platz 14.

### 2018:Supa Dupa Fly 2018,God Is a Girlund Neuausrichtung

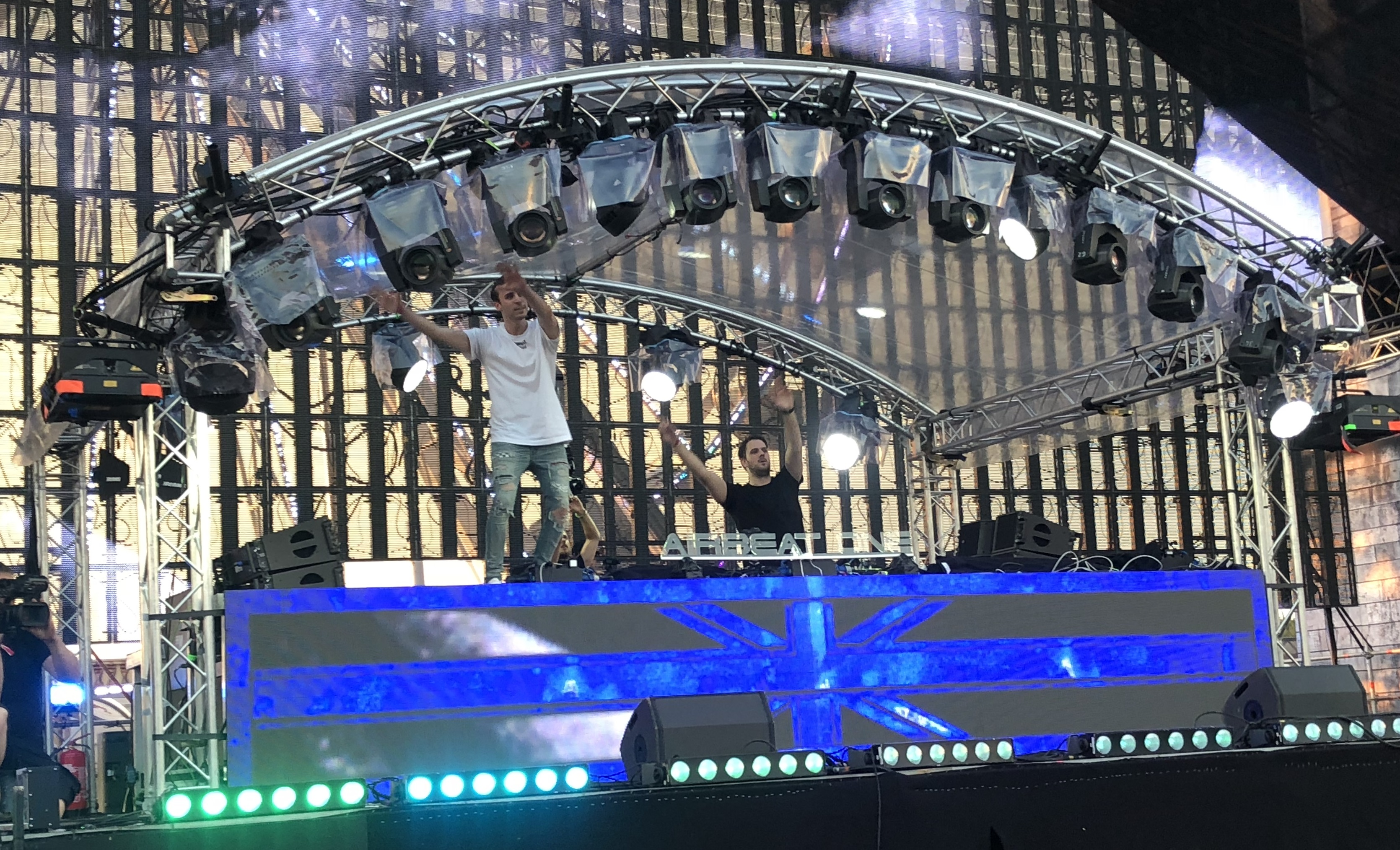
W&W live beim Airbeat One Festival 2018

Am 18. Dezember 2017 erschien ihr Remake des 666-Klassikers Supa Dupa Fly auf Beatport ohne weitere Promo-Aktion. Nachdem davon ausgegangen wurde, dass es sich hierbei lediglich um die Pre-Release-Verfügbarkeit von Beatport handele, wurde der Song nach kurzer Zeit wieder entfernt. Die Vollversion verbreitete sich schnell im Internet, während die Veröffentlichung weiterhin auf Anfang 2018 datiert wurde. Nachdem die Studioversion am 5. Januar 2018 Teil der 348sten Episode von Hardwells „Hardwell-On-Air“-Podcast war, wurde dieser jedoch nach kurzer Zeit bereits gelöscht und ohne Supa Dupa Fly 2018 neu hochgeladen. 666 gaben bekannt, dass W&W die Veröffentlichung ohne Genehmigung in die Wege geleitet hätten und die Veröffentlichung daraufhin annulliert und abgelehnt worden sei. In der Yearmix-Ausgabe ihres „Mainstage-Podcast“s spielten sie erstmals die Studioversion ihres Remix’ zum Nummer-eins-Hit Habiba des niederländischen Rappers Boef.
Am 30. Januar 2018 gaben W&W auf ihren sozialen Netzwerken bekannt, dass die Veröffentlichung eines Remakes des Groove-Coverage-Songs God Is a Girl bevorstehen würde. Der Track, mit dem sie erstmals eine Produktion mit Hands-Up-Einflüssen präsentierten, wurde am 12. März 2018 als Free-Download veröffentlicht. Am 9. April 2018 folgte Supa Dupa Fly 2018 schlussendlich als Single, nachdem es erneut auf „Hardwell On Air“ premiert wurde.
Am 7. Mai 2018 veröffentlichten W&W das im Vorjahr beim Tomorrowland premierte Lied Long Way Down. Dieses entstand in Zusammenarbeit mit dem britischen DJ und Produzenten Darren Styles und basiert stark auf den Einflüssen seines UK-Hardcore-Stils. Die Sängerin Giin steuerte die Vocals bei. Das Musikvideo wurde im Anime-Stil gedreht, der ebenfalls bei der Erstellung des Single-Covers eine Rolle spielte.
Anfang Juli 2018 kündigte das Duo für 2018 und 2019 eine Tour mit dem Motto Year of the Dragon an. Bei dieser treten sie mit beiden Pseudonymen W&W und NWYR auf. Die Ankündigung erfolgte in Form eines animierten Videos, das einen Drachen, das Symbol ihres Trance-Projektes auf zwei Türmen, die beide Aliases repräsentieren zeigt. Parallel zeigten sie einen Einblick in zwei anstehende Single-Veröffentlichungen, die als Werbung für die DJ-Mag-Votings 2018 dienten.
Am 1. Oktober 2018 erschien auf allen ihrer Social-Media-Profilen ein Video, das einen Umbruch ihres Plattenlabels „Mainstage Music“ versprach. Dieses sollte sich mit neuem Logo und unter neuem Namen „Rave Culture“ neu ausrichten. Im Hintergrund war der gleichnamige Song des DJ-Duos zu hören. Sowohl die Veröffentlichung des Songs als auch die Neugründung des Plattenlabels sollte am 8. Oktober 2018 erfolgen. Zeitgleich änderte auch das DJ-Duo ihr offizielles Logo. Das offizielle Musikvideo war der erste Teil einer düsteren Agenten-Geschichte. Einen Gastauftritt hatte zum Ende dieses Parts Armin van Buuren, welcher gleichzeitig als Hinweis auf die folgende Single agierte.
Unter dem Titel Ready to Rave veröffentlichten W&W ihre dritte Zusammenarbeit mit Armin van Buuren. Diese stellt die erste Hard-Trance-Produktion des Duos dar und war bereits Anfang 2018 Teil ihrer Sets. Ende des Monats folgte ein Remix zu Steve Aokis kommerziellem Erfolgstrack Waste it on Me.

### 2019: Kollaborationen mit verschiedenen Produzenten und II=I
Anfang 2019 wurde bekannt gegeben, dass das Lied Repeat After Me in Kürze veröffentlicht werden würde. Bei dem Track handelt es sich um eine Kollaboration mit dem belgischen DJ-Duo Dimitri Vegas & Like Mike und wiederkehrend mit Armin van Buuren. Das offizielle Musikvideo zeigt Szenen vom Tomorrowland, in dem alle fünf Musiker den Song gemeinsam spielten. Bis in die Top-10 konnte das Lied auf Beatport vorrücken.
Nachdem das Duo bereits im Sommer 2018 auf dem Kanal der japanischen virtuellen YouTuberin Kizuna AI zu sehen war, folgte am 1. März 2019 die offizielle Single The Light. Der Stil ähnelte dem Happy-Hardcore-Sound, den zuletzt Long Way Down vertrat. Am 29. März 2019 wurde eine von zwei Kollaborationen mit dem niederländischen Trance- und Big-Room-DJs Maurice West veröffentlicht. Beide Lieder wurden beim Tomorrowland 2018 zusammen mit West erstmals gespielt. Matrix, eine Psytrance-Produktion wurde als erste Single veröffentlicht.
Am 12. April 2019 erschien eine gemeinsame Single mit dem niederländischen Progressive-House-Produzenten Nicky Romero. Diese trug den Titel Ups & Downs und wurde bereits seit einem Twitter-Post von Oktober 2016 auf dem Romero und Willem zu sehen waren, erwartet. Premiere feierte der Track während Romeros Auftritt in der Slam-FM-Radioshow. Einen Monat später veröffentlichte das Duo seine dritte Kollaboration mit Blasterjaxx. Diese trug den Titel Let the Music Take Control und wurde nur wenige Monate vorher erstmals gespielt. Der Track war Teil des Studioalbums Perspective von Blasterjaxx, welches im Sommer 2019 veröffentlicht wurde.
Am 26. Juli 2019 erschien der Song Khaleesi, der in Zusammenarbeit mit Dimitri Vegas & Like Mike und Steve Aoki, die hier unter dem Projektnamen 3 Are Legend auftreten entstand. Während der Song bereits im Jahr 2016 produziert wurde, wurde er im Folgejahr erstmals gespielt, wobei er zu diesem Zeitpunkt noch ein Sample des Liedes Komodo (Save a Soul) des italienischen DJs und Produzenten Mauro Picotto enthielt. Dieses Sample wurde für die finale Version entfernt. Der Titel Khaleesi stellt einen Verweis auf den Charakter Daenerys Targaryen aus der US-amerikanischen Fantasy-Fernsehserie Game of Thrones dar, worauf auch das Single-Cover anspielt.
Nachdem W&W im Februar 2019 ein Bild mit dem australischen DJ und Produzenten Timmy Trumpet auf Instagram posteten, das auf eine Zusammenarbeit hindeutete. Das Ergebnis, dessen Melodie auf der, des Tracks Tricky Tricky des deutschen Hard-Trance-Projekts Busted aufbaute, wurde im Juli 2019 erstmals gespielt. Während des Amsterdam Dance Events, traten W&W gemeinsam mit Trumpet als II=I auf. Hierbei wurde bekanntgegeben, dass der australische Melbourne-Bounce-DJ Will Sparks auch an dem Song beteiligt wäre. Kurz darauf wurde das Veröffentlichungsdatum auf den 11. November 2019 gesetzt. Hierbei wurde auch die Beteiligung von Sequenza, einem Teil der Original-Interpreten bekanntgegeben. Der Titel Tricky Tricky wurde dabei beibehalten.

### 2020:20XX-Livestream
Anfang 2020 gaben W&W die Veröffentlichung des Liedes Do It For You, das sie beim Tomorrowland Festival 2019 gemeinsam mit dem niederländischen Future-Bounce-Duo Lucas & Steve erstmals spielten, bekannt. Diese war für den 24. Januar 2020 angesetzt, konnte jedoch aufgrund von Copyright-Problemen nicht realisiert werden. Die Melodie des Tracks basierte auf der des Songs House of Justice der niederländischen Produzenten DJ Jose und G-Spott. Nach Supa Dupa Fly ist dies das zweite Mal, dass wegen fehlender Rechte eine Veröffentlichung zurückgezogen werden musste.
Am 24. Februar 2020 erschien das Lied Wizard of the Beats. Dieses stellte eine Zusammenarbeit mit dem niederländischen DJ und Produzenten Sandro Silva und dem brasilianischen Musiker Zafrir da. Am 5. März 2020 wurde angekündigt, dass die Veröffentlichung von Do It For You, nachdem die Lizenzprobleme behoben wurden, im zweiten Anlauf am 13. März 2020 als Single erscheinen würde.
Am 24. Mai 2020 traten W&W auf Plattformen wie Twitch und Facebook im Zuge eines Livestreams auf. Dieser trug den Titel 20XX und entstand in Zusammenarbeit mit den Veranstaltern Insomniac and Alda Events. Mit Hilfe eines Greenscreen-Raumes wurde dabei das Prinzip der erweiterten Realität ermöglicht und sowohl eine Arena, als auch Publikum und Lichtshow wurde digital in Echtzeit eingefügt. Einen Anlass für die Organisation eines derartigen Auftritts bot die zu jener Zeit agierende COVID-19-Pandemie.
Am 29. Mai 2020 veröffentlichte das Duo seine sechste Single mit dem belgischen Brüder-Duo Dimitri Vegas & Like Mike. Diese trug den Titel Clap Your Hands und entstand mit zusätzlicher Unterstützung durch den niederländischen DJ und Produzenten Fedde Le Grand. Die Melodie des Liedes basiert auf dem Orchesterstück In der Halle des Bergkönigs von Edvard Grieg aus der zweiten Hälfte des 19. Jahrhunderts.
Nachdem W&W zuletzt im Mai 2020 in einem Livestream mit einem DJ-Stream zu sehen waren, trat das Duo am 18. Juli 2020 beim Parookaville auf. Das Festival wurde aufgrund der scharfen COVID-19-Maßnahmen vor einem kleinen Publikum abgehalten und eines der wenigen EDM-Festivals, die im Sommer 2020 überhaupt stattfanden. Parallel erschien die Single Comin’ To Getcha, die eine weitere Zusammenarbeit mit der Sängerin Sophia Ayana darstellte.
Im September 2020 machten W&W sich mit ihrem Plattenlabel „Rave Culture“ von „Armada Music“ unabhängig und gründeten die „Rave Culture Group B.V“ als Holding, unter der sie das Plattenlabel Rave Culture Music und den Merch-Shop Rave Culture Clothing vereinten. Gemeinsam mit ihrem Manager Phillip Driessen und dessen Artist-&-Brand-Development-Agentur 20 Agency, die mittlerweile vor allem für den Rave-Culture-Shop zuständig ist, bezogen sie eigene Büros in Amsterdam.
Am 23. Oktober 2020 erschien die Single Rave Love, die unter anderem durch ihren stilistischen Einfluss aus dem Happy-Hardcore-Genre die Rolle eines Sequels zu W&Ws Song Long Way Down übernahm. Produziert wurde der Song gemeinsam mit dem deutschen DJ-Duo Axmo und der deutschen Sängerin Sonja Fritzsche alias SONJA.
Gemeinsam mit ihrem Plattenlabel „Rave Culture“ hostete das Duo am 12. Dezember 2020 eine Bühne des 808 Festivals in Thailand, auf der unter anderem Morten, Kevu und Sub Zero Project auftraten. Am 18. Dezember 2020 veröffentlichten sie die Single Gold, die von der Sängerin Roxanne Emery gesungen wurde. Roxanne Emery ist die Schwester des britischen DJs und Produzenten Gareth Emery, mit dem das Duo schon mehrfach zusammenarbeitete.

### 2021: Skydance und Monlight Shadow
Im März 2021 veröffentlichten W&W gemeinsam mit R3hab und Timmy Trumpet auf R3habs Musiklabel Cyb3rpvnk die Single Distant Memory, die von der norwegischen Sängerin Iselin Solheim gesungen wurde. Im April 2021 folgte mit Skydance die Nachfolge-Single zu Rave Love, die erneut mit Axmo produziert wurde. Den Gesang steuerte Giin bei, die für W&W zuletzt bei Long Way Down den Gesang übernahm. Auf Spotify konnte der Song an den Erfolg des Vorgängers anknüpfen.
Im Juli 2021 erschien die Single Greece 2021, die eine Neuauflage des Liedes Greece 2000 von Three Drives aus dem Jahr 2000 darstellte. Die neue Version wurde in Zusammenarbeit mit dem dänischen Musiker Martin Jensen produziert und enthält Gesang der schwedischen Sängerin Linnea Shossow. Im August 2021 folgte die Single This Is Our Legacy, die gemeinsam mit Sandro Silva und Justin Prime produziert und erstmals beim 20XX-Auftritt gespielt wurde. Im September 2021 wurde mit We’re Still Young die zweite Kollaboration zwischen W&W und Nicky Romero veröffentlicht. Gesungen wurde das Lied von der kanadischen Sängerin Olivia Penalva
Mit Dynamite (Bigroom Nation) erschien im Oktober 2021 die vierte Zusammenarbeit mit Blasterjaxx. Das Lied wurde stilistisch an den Song Bigroom Never Dies von Hardwell und Blasterjaxx angelehnt. Im November 2021 wurde ein zweites Remake einer Groove-Coverage-Single veröffentlicht. Nach God Is a Girl überarbeiteten sie die Interpretation von Mike Oldfields Moonlight Shadow durch Groove Coverage aus dem Jahr 2002. Mit über 25 Millionen Plays auf Spotify konnte Moonlight Shadow an den Erfolg von God Is a Girl anschließen.

### 2022: Starshine (I Don’t Want this Night to End) und Come with Me
Im März 2022 veröffentlichte das Duo mit StarShine (I Don’t Want this Night to End) einen weiteren Song mit Axmo. Wieder übernahm Sonja Fritzsche den Gesang. Wenige Wochen später veröffentlichten sie die Single Sao Paulo, die in Zusammenarbeit mit dem niederländischen Newcomer-Duo The Lost Sheperds und dem Sänger Sonny Wilson entstand. Der Song orientiert sich stark an dem Lied Booyah von Showtek und Sonny Wilson aus dem Jahr 2013.
Im Juli 2022 folgte das Lied Come with Me, das ein Remake des gleichnamigen Songs des deutschen Hard-Trance-Musikers Special D aus dem Jahr 2001 darstellte. Entstanden ist die Single in Zusammenarbeit mit dem österreichischen DJ-Duo Harris & Ford.

## Trance-Side-Projekt „NWYR“

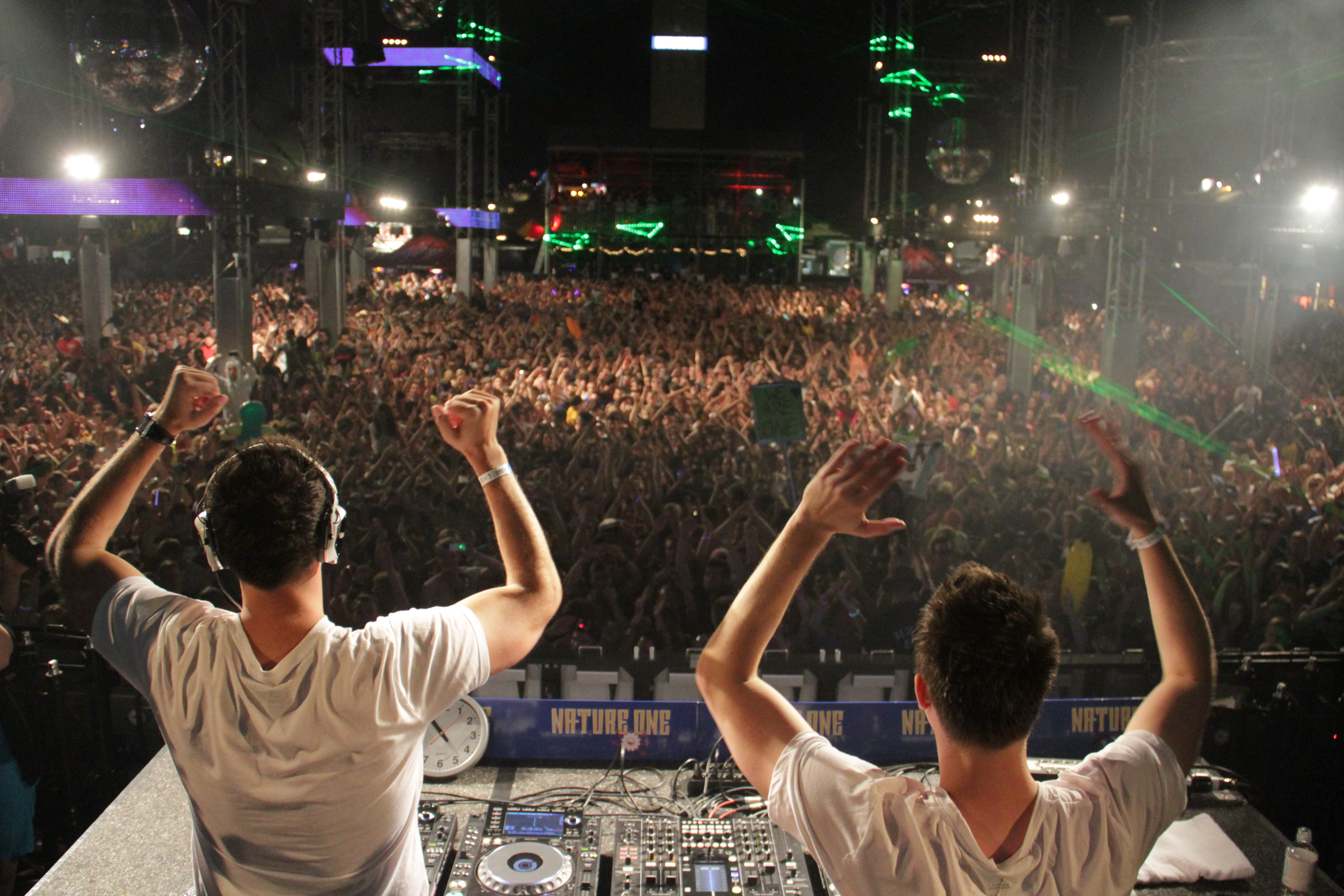
W&W bei der Nature One

Am 10. Februar 2017 gab das Ultra Music Festival das Line-Up ihrer 18. Ausgabe bekannt. Dabei tauchte in Kombination mit der Trance-Bühne der vorerst unbekannter Name NWYR auf, den das Festival nach großer Nachfrage wo denn die Jungs von W&W seien, diesen indirekt zuordneten. Auch W&W kündigten an mit neuer Trance-Musik zum Festival zurückzukehren. „NWYR“ steht dabei als Akronym für „New Year“.
Der Stil des Duos setzt sich aus ersten, experimentellen und zweiten, weitaus härter und melodischeren Drops zusammen. Die Breaks basieren auf Charakterzügen klassischer Musik; so verwenden sie Instrumente wie Klavier, Violine und Orchestergesang. Für das Build-Up zum Drop kommen Synthesizers wie XFer Records Serum, LennarDigital Sylenth1 und Native Instruments Massive zum Einsatz.
Am 13. März 2017 veröffentlichten sie mit einem Remix zu Castle on the Hill von Ed Sheeran ihre erste Produktion unter dem Pseudonym. Ihre Zeit im Big-Room-Bereich wies dennoch einen hohen Einfluss auf ihre neuen Produktionen auf. Parallel wurden weitere Lieder premiert, die auf Kollaborationen mit Armin van Buuren und Hardwell schließen ließen.
Am 26. März 2017 traten sie mit ihrem neuen Projekt beim Ultra Music Festival auf. Dort spielten sie neben Neuproduktionen mit unter anderem Remixe von Robert Miles’ Children, Phil Collins’ In the Air Tonight oder Calvin Harris’ Flashback. Neben einer Reihe an Clubkonzerten, wurde im Mai 2017 auch ein Auftritt beim Tomorrowland 2017 angekündigt.
Am 12. Juni 2017 veröffentlichten sie die erste Single ihres neuen Projektes. Hinter diesem Sing verbirgt sich eine „ID“, die im Frühjahr 2016 als dritter Armin van Buuren-Collab gehandelt wurde. Nachdem W&W den Beginn ihres neuen Projektes angekündigt hatte, wurde klar, dass dieser Track dessen Debüt-Single repräsentieren würde. Über verschiedenen Musikplattformen kursierte das Lied unter dem Titel Orchestra, bis das Duo dieses als Free-Download für den 12. Juni 2017 mit dem Titel Voltage angekündigte.
Am 20. November 2017 erfolgte die Veröffentlichung des Tracks Dragon.
Am 17. Februar 2018 spielte das Duo als NWYR ein einstündiges Live-Set beim A State Of Trance 850 in Utrecht. Dort präsentierten sie eine ganze Reihe neuer Produktionen. Mit dabei war auch die kommende Single Ends of Time. Diese wurde am 16. März 2018 veröffentlicht und bildet den ersten Vocal-Track des Projekts. Ein ähnliches Set spielte das Duo im August 2018. Nur kurz darauf erschien auch die erste Single aus dem Set. Diese trägt den Titel Time Spiral und ist stark vom Psy-Trance beeinflusst. Eine Woche später erschien auch die Folge-Single Wormhole.
Nachdem am 16. März 2019 ein Shop mit offiziellen Merchandise-Artikeln eröffnet wurde, begann die Promoaktion zu dem Lied Artificial Intelligence, das am 29. April 2019 als kostenloser Download veröffentlicht wurde.

## Tätigkeit als Autoren
Während sie im Bereich der Trance-Musik aktiv waren, traten sie unter anderem für ElSandro, DJ Jean und Jochen Miller als Co-Produzenten in Erscheinung. Nach ihrem Genre-Wechsel zum Big-Room agierten sie auch hier im Hintergrund. Durch die enge Freundschaft mit Hardwell kam es zu wiederholten Songwriting-Credits für W&W. So waren sie unter anderem an der Entstehung von Everybody Is in the Place und Run Wild beteiligt. Everybody Is in the Place konnte zeitgleich ihre erste Platzierung in den britischen Single-Charts verzeichnen.
Nach der Beteiligung an Vinais Techno, riefen sie gemeinsam mit dem deutschen DJ-Duo Twoloud den ersten Entwurf des Liedes Fcuking Beats ins Leben, von dessen weiterer Entwicklung sie jedoch absprangen. Ende 2016 erschien der Hardstyle-Big-Room-Crossover-Song Let it Move Ya des niederländischen Hardstyle-Projekts Bass Modulators, an dem sie maßgeblich beteiligt waren.
Zusammen mit dem britischen DJ und Produzenten Digital Farm Animals schrieben und produzierten sie das Lied Digital Love, das am 3. Februar 2017 als dessen Single veröffentlicht wurde. Als Sängerin wirkte dabei die US-amerikanische Schauspielerin und Musikerin Hailee Steinfeld mit. Der Track rückte bis auf Platz 56 der schottischen Single-Charts sowie bis auf Platz 33 der britischen Dance-Charts vor.
Ebenfalls 2017 erfolgte auch eine weitere Co-Produktion für Hardwell. Dabei handelte es sich um das Lied We Are One, dessen Gesang der schwedische Singer-Songwriter Alexander Tidebrink beisteuerte. Eine weitere Version entstand mit der taiwanischen Mandopop-Sängerin Jolin Tsai für den asiatischen Markt. An diesem hielten W&Ws nicht zuletzt durch ihr Auftreten auf Kizuna AIs YouTube-Kanal fest; so produzierten sie 2018 für die japanische Pop-Band lol das Lied Ice Cream.

## Mitglieder

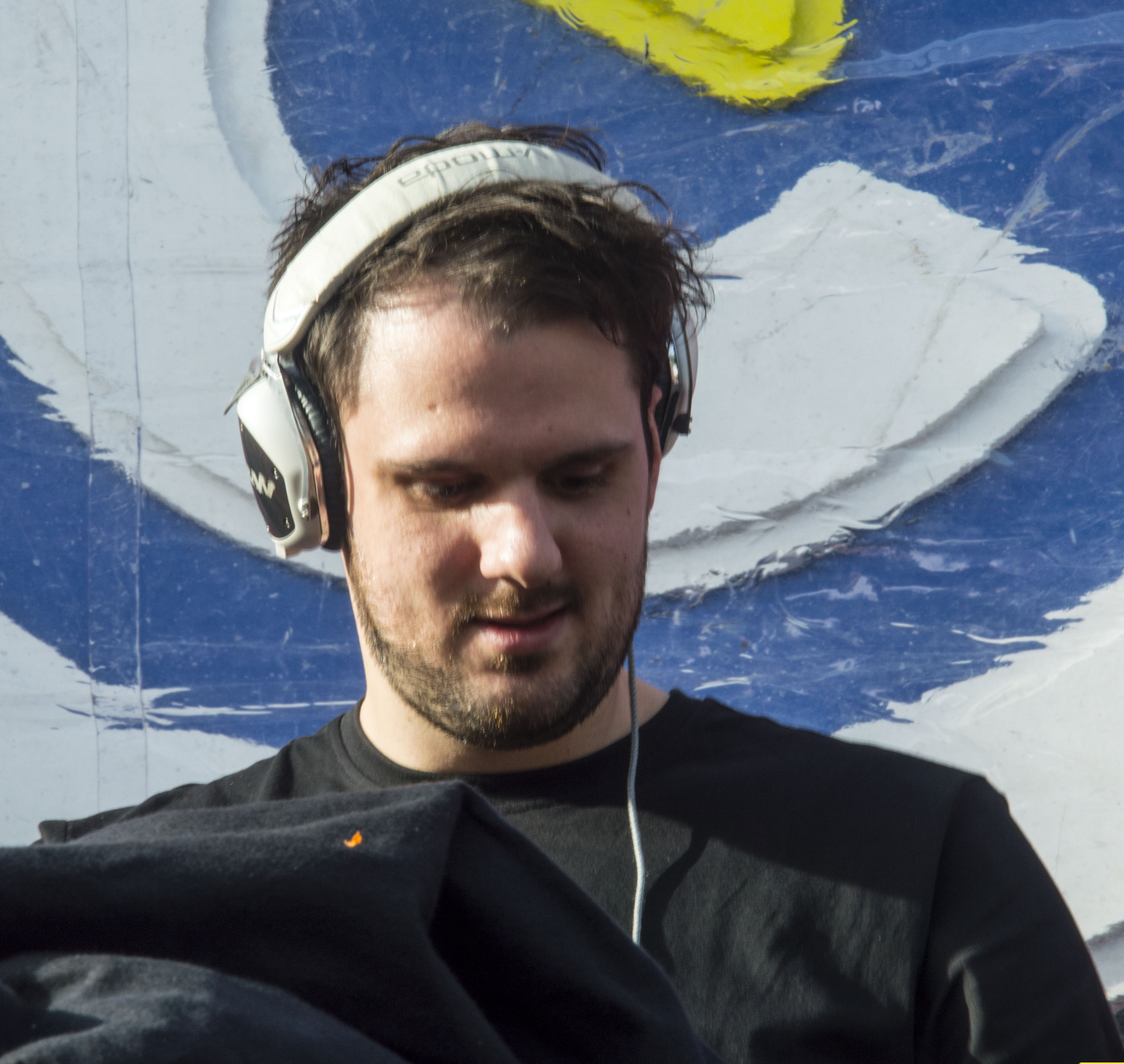
Ward van der Haarst

- Willem van Hanegem (* 25. Juni 1987[32] in Breda, Niederlande) erzählte, dass seine Begeisterung für die Trancemusik im Alter von 11 Jahren durch das Hören von unterschiedlichen Kompilationen entstand. Mit 14 begann er mit dem Auflegen und nur zwei Jahre später mit dem Produzieren eigener Lieder.
- Ward van der Harst (* 26. Dezember 1988[33] in Dongen, Niederlande) startete ebenfalls mit 14 mithilfe von billigem Equipment eigene Tracks zu produzieren und erhielt bereits im Alter von 17 Jahren erste Plattenverträge, darunter auch vom Label Armada Music.

## Diskografie
Studioalben
| Jahr | Titel  | Anmerkungen                              |
| ---- | ------ | ---------------------------------------- |
| 2011 | Impact | Erstveröffentlichung: 23. September 2011 |

## Auszeichnungen und Nominierungen
| Jahr | Auszeichnung     | Kategorie                           | Werk    | Ergebnis  | Quelle |
| ---- | ---------------- | ----------------------------------- | ------- | --------- | ------ |
| 2015 | IDMA             | Best Trance Track                   | Thunder | Nominiert | [ 34 ] |
| 2015 | IDMA             | Best Trance DJ                      | W&W     | Nominiert | [ 34 ] |
| 2015 | IDMA             | Best Progressive House/Electro DJ   | W&W     | Nominiert | [ 35 ] |
| 2016 | NRJ Music Awards | Best Collaboration of the Year      | W&W     | Nominiert | [ 36 ] |
| 2016 | IDMA             | Best Progressive House / Electro DJ | W&W     | Nominiert | [ 37 ] |